# Cordulecerus inquinatus
Cordulecerus inquinatus is een insect uit de familie van de vlinderhaften (Ascalaphidae), die tot de orde netvleugeligen (Neuroptera) behoort. 
Cordulecerus inquinatus is voor het eerst wetenschappelijk beschreven door Gerstäcker in 1888.